# Suzuka
Suzuka er en by i Japan med godt 195.000 indbyggere. Den er beliggende i præfekturet Mie, 50 kilometer sydvest for Nagoya. Den moderne del af Suzuka blev grundlagt 1. december 1942.
Ved byen ligger racerbanen Suzuka-banen, hvor der blev kørt Formel 1-løb første gang i 1987.